# Al-Judaydah, Mahardah
Al-Judaydah (tiếng Ả Rập: الجديدة, cũng đánh vần là Jadideh hoặc Jdeideh) là một ngôi làng Syria thuộc phó huyện Mahardah ở huyện Mahardah ở Tỉnh Hama. Theo Cục Thống kê Trung ương Syria (CBS), al-Judaydah có dân số 2.166 người trong cuộc điều tra dân số năm 2004.